# Murina
Murina es un género de murciélagos microquirópteros de la familia Vespertilionidae. Se los conoce como los murciélagos nariz de tubo. Se distribuyen por Asia, Australia y la Wallacea.

## Clasificación
El género cuenta con las siguientes especies:
- Subgénero - Murina (Murina), Gray, (1842).

- Murina aenea
- Murina aurata
- Murina balaensis
- Murina beelzebub
- Murina beibengensis
- Murina bicolor
- Murina cineracea
- Murina cyclotis
- Murina eleryi
- fionae
- Murina florium
- Murina fusca
- Murina gracilis
- Murina guilleni
- Murina harpioloides
- Murina harrisoni
- Murina hilgendorfi
- Murina huttoni
- Murina jaintiana
- Murina leucogaster
- Murina medogensis
- Murina milinensis
- Murina peninsularis
- Murina pluvialis
- Murina puta
- Murina recondita
- Murina rozendaali
- Murina ryukyuana
- Murina silvatica
- Murina suilla
- Murina tenebrosa
- Murina tiensa
- Murina tubinaris
- Murina ussuriensis
- Murina walstoni
- Murina yadongensis
- Murina yushuensis

- Subgénero - Murina (Harpiola), Thomas, (1915).

- Murina grisea
- Murina isodon